# Gare de Nanterre-Ville
Gare de Nanterre-Ville – stacja kolejowa w Nanterre, w regionie Île-de-France, we Francji. Znajdują się tu 2 perony. Zatrzymuje się tu kolejka RER.